# Convent de Sant Joan dels Franciscans
Convent de Sant Joan dels Franciscans era un edifici religiós a la vila de Riudoms (Baix Camp) inclòs en l'Inventari del Patrimoni Arquitectònic de Catalunya. Antic convent, en ruïnes, al final de l'Avinguda de Reus. Es tracta d'una edificació de planta rectangular de la qual només resten alguns murs de paredat comú, de pedres i còdols, amb reforços de maons, i diversos arcs de maons i dovelles de pedra, així com petxines entre arcs torals.
La seva fundació va ser a iniciativa de la comunitat franciscana de Valls que ho van proposar a la vila l'any 1580. Al principi amb la construcció de l'ermitori o capella de Sant Joan. A posterior va ser ampliat. La fundació com a convent fou autoritzada per l'arquebisbe Antoni Agustí l'any 1582. Els frares franciscans en prengueren possessió el mateix any, quedant la construcció propietat de la vila. L'any 1787 hi havia vint-i-quatre frares. En 1827 en sortí el famós pare Orri per aixecar-se a favor dels carlins. L'any 1835, en què fou derruït pràcticament, tenia vint-i-cinc frares, que l'hagueren d'abandonar davant els fets generalitzats. Les pedres del claustre s'utilitzaven per refer, segons diuen, els porxos de la plaça de l'Església. Molt probablement el convent s'adobà sobre una altra edificació preexistent. Un document de 1560 esmenta que volen fer les rexes a la Verge Maria de Sant Joan, prova que els treballs començaren uns anys abans de la donació. Un altre document de 1805 parla de la comunitat religiosa del pares de Sant Joan extramurs.